# Svinca
Svinca falu Horvátországban Split-Dalmácia megyében. Közigazgatásilag Marinához tartozik.

## Fekvése
Split központjától légvonalban 31, közúton 45 km-re, Trogirtól 16 km-re, községközpontjától 4 km-re nyugatra Dalmácia középső részén fekszik.

## Története
Már az őskorban is laktak itt emberek. Ezt a településtől keletre, Marina közelében a főút mellett található Grota Sv. Jakova barlang leletei igazolják. Az ókorban illírek éltek itt, majd az i. e. 4. században a rómaiak hódították meg ezt a térséget. Ebből az időből származhat annak az erődítménynek a maradványa, melyet a svincai Szent György templom melletti temető területén találhatunk. A horvátok ősei a 7. században érkeztek erre vidékre, mely a 10. században már az ősi Drid zsupánsághoz tartozott. Ennek székhelye a Marinától 2 km-re északnyugatra fekvő 177 méter magas Veli vrh és az alacsonyabb Mali vrh hegyén volt. A dridi zsupánság a független horvát állam megszűnése után megszűnt. Ezután idővel a Šibenik és Trogir közötti terület e két város fennhatósága között oszlott meg és a határ a Stupin-öbölnél húzódott. Így a mai település területe Trogir város igazgatása alá került. A trogiri közösségnek már a magyar uralom idejében 13. században saját statútuma volt, mely alapján hatóságai működtek és törvénykeztek. Trogir 1420. június 22-től velencei uralom alá került és ezt követően már csak korlátozott autonómiával rendelkezett. A köztársaságot a velencei nemesség tagjai közül kinevezett kapitányok képviselték. Svinca Szent György templomát 1500 körül építették. Amint az a temető régi sírkövei is igazolják már ekkor is ide temetkezett a falu lakossága. Később a török veszély közeledtére a tengerhez közel, elsősorban a mai Marina erődített falai mögé húzódtak. 1797-ben a Velencei Köztársaság megszűnésével a település Habsburg Birodalom része lett. 1806-ban Napóleon csapatai foglalták el és 1813-ig francia uralom alatt állt. Napóleon bukása után ismét Habsburg uralom következett, mely az első világháború végéig tartott. A településnek 1880-ban 107, 1900-ban 98 lakosa volt. Az I. világháború után rövid ideig az Olasz Királyság, ezután a Szerb-Horvát-Szlovén Királyság, majd Jugoszlávia része lett. A település lakossága 2011-ben 112 fő volt, akik a marinai Szent Jakab plébániához tartoztak.

## Lakosság
| Lakosság változása | Lakosság változása | Lakosság változása | Lakosság változása | Lakosság változása | Lakosság változása | Lakosság változása | Lakosság változása | Lakosság változása | Lakosság változása | Lakosság változása | Lakosság változása | Lakosság változása | Lakosság változása | Lakosság változása | Lakosság változása |
| ------------------ | ------------------ | ------------------ | ------------------ | ------------------ | ------------------ | ------------------ | ------------------ | ------------------ | ------------------ | ------------------ | ------------------ | ------------------ | ------------------ | ------------------ | ------------------ |
| 1857               | 1869               | 1880               | 1890               | 1900               | 1910               | 1921               | 1931               | 1948               | 1953               | 1961               | 1971               | 1981               | 1991               | 2001               | 2011               |
| 0                  | 0                  | 107                | 98                 | 0                  | 0                  | 0                  | 0                  | 145                | 160                | 147                | 147                | 129                | 126                | 122                | 112                |

## Nevezetességei
- Szent György tiszteletére szentelt temploma középkori eredetű, valószínűleg 1500 körül épült egy 122 méteres magaslaton. Egyszerű homlokzata van, közepén rozettával, felette a pengefalú harangtoronnyal. Az apszisban kis félköríves ablakok találhatók. Az oltárkép Szent Györgyöt ábrázolja, mellette Szent György lovas szobra és Szűz Mária szobra látható. Az oltár előtti ambót is néhány kép díszíti. A 18. században még Szent Katalinnak volt szentelve és abban az időben még plébániatemplomként működött. A templom a viszontagságos századokon át is megtartotta eredeti formáját. A középkori templomokhoz hasonlóan temető övezi, melyben néhány, még a török idők előtti sírkőlap is található. A templom előtti, horvát címerrel díszített kőkeresztet 1999-ben emelték a Horvátországért elesett helyiek emlékére.[5]
- A templom és a temető helyén egykor vár állt, melynek maradványait a temető szinte teljesen megsemmisítette. Egyetlen maradványa egy ívelt, erősen romos, 33 méter hosszúságú és 2,20 méter szélességű, kötőanyag nélkül rakott fal. Kövei csak részben vannak megmunkálva, a falak köze amorf kövekkel és töredékekkel van kitöltve.[6]